# 2019年大三巴牌坊国庆节光雕表演争议
2019年大三巴牌坊国庆节光雕表演争议，或稱大三巴牌坊被染紅事件，是指澳門旅遊局於2019年9月29日至10月1日中華人民共和國國慶節期間，以澳門標誌性建築之一、世界文化遺產大三巴牌坊作投影屏幕，舉行連續三晚的光雕表演所引發的爭議。表演中有國慶牌樓、五星紅旗、中華人民共和國國徽、「歡迎來澳，共度國慶」等圖樣被投射在大三巴牌坊上，一度將該建築物「染紅」。
首場表演過後，網上一面倒給予劣評，有澳門市民及不同國籍的教徒對此表示不滿，批評相關表演「毫無美感」且相關做法是將「天主教的門牌，變成共產主義的佈景板」，也有聲音質疑將國旗及國徽投射在天主教的大三巴上有違《澳門特別行政區基本法》第5/2019號行政法規《國旗、國徽及國歌的使用及保護》的法律精神，亦有聲音認為是對天主教的不尊重。

## 事件背景

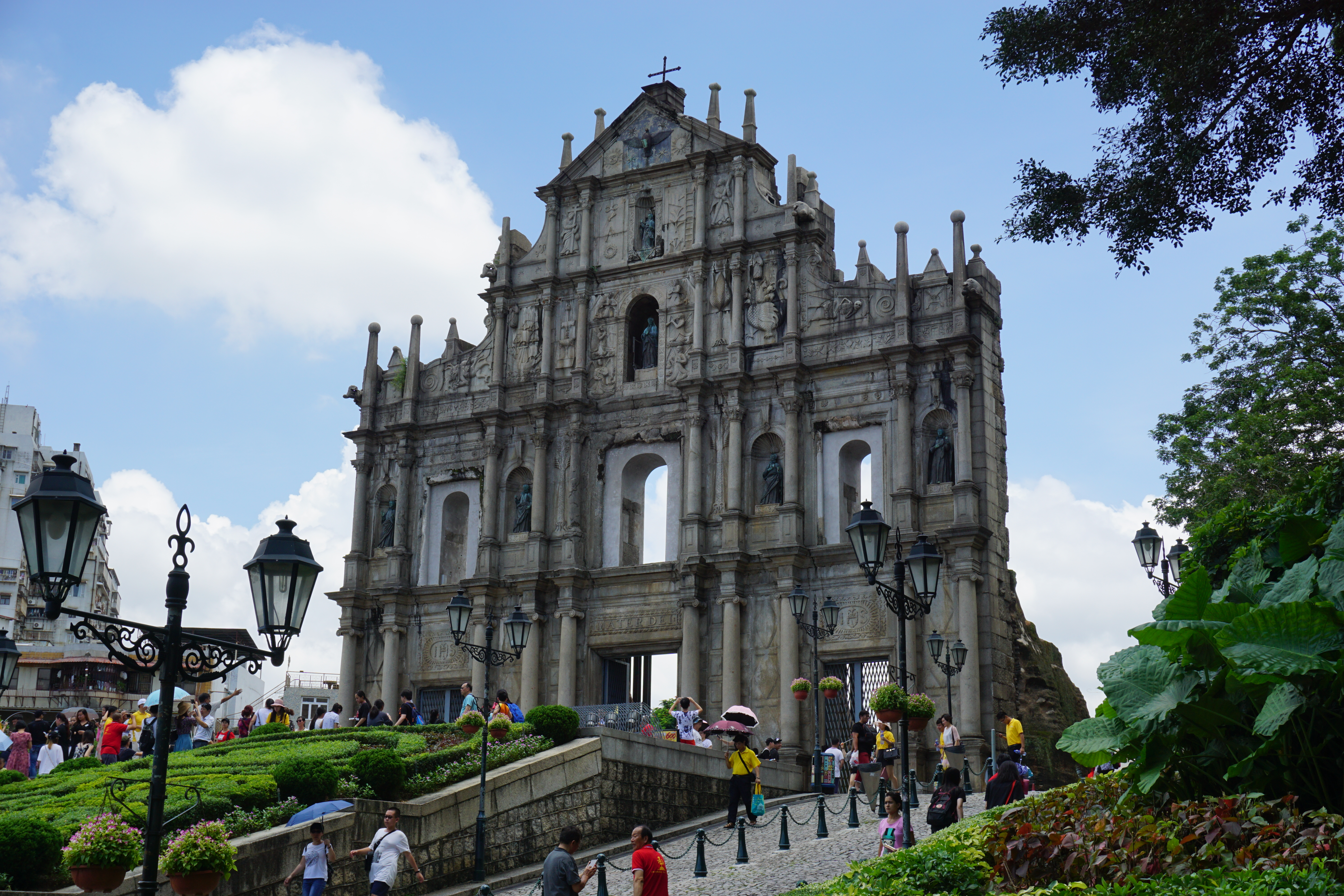
大三巴牌坊

### 大三巴牌坊的歷史及意義
大三巴牌坊是聖保祿學院天主之母教堂的遺址。聖保祿學院成立於1594年，結束於1762年，是遠東地區第一所西式大學，當中設有文法學部、人文學部、倫理神學部等。學院培養了大批傳教士到日本、中國大陸、越南、泰國、柬埔寨等地傳教，是天主教傳教士在遠東區傳教的重要的培訓基地。此外，在大三巴牌坊的遺址下安放了不少為了信仰而不惜流血捨身的殉道者的遺骸。大三巴牌坊現時是澳門的象徵建築物之一，於2005年作為澳門歷史城區的一部分被列入聯合國世界文化遺產。

### 表演內容
為慶祝中華人民共和國建國70周年，以及「抒發澳門民眾對祖國的熱愛，對國家的祝福」，澳門旅遊局主辦預算為澳門幣75萬元的「慶祝新中國成立70周年大型燈光秀」、以「共慶70華誕　共享偉大榮光」為主題的光影表演，於9月29日至10月1日一連三晚以澳門標誌性建築大三巴牌坊作為投影屏幕，以營造國慶、喜慶洋洋的氣氛。表演中投影的內容分別有：
- 另一個澳門標誌性建築——東望洋燈塔，在燈塔上懸掛起五星紅旗並投射出多道閃耀光輝，象徵著「國家引領澳門揚帆起航」；
- 澳門國慶牌樓的風貌；
- 澳門區花蓮花及象徵澳門即將於同年12月迎來回歸中國20周年的阿拉伯數字「20」；
- 回歸以來澳門每逢國慶節舉行的隆重慶祝活動，以及寓意吉祥的大紅燈籠；
- 五星紅旗、中華人民共和國國徽等。

## 爭議

「慶祝新中國成立70周年大型燈光秀」其中一個環節

光影表演上映後引發爭議，網上評論幾乎一面倒地給予劣評，有澳門市民和網民批評相關表演「毫無美感」、「難看」、「血色大三巴」、「侮辱宗教」、「大三巴再遭火燒」，亦有網民質疑該演出是將「宗教遺址變成佈景板」，認為用血紅顏色投射在聖人雕像上，有被凌駕、被踐踏，甚至被侮辱的感覺，也有評論該光影表演是將「天主教的門牌，變成共產主義的佈景板」，除了破壞其歷史文化價值，也讓它成為了政治意識形態的背景舞台；另外，也有聲音質疑將國旗及國徽投射在天主教的大三巴上有違《澳門特別行政區基本法》第5/2019號行政法規《國旗、國徽及國歌的使用及保護》的法律精神。
事件發生後，網上流傳一篇由澳門天主教徒所寫、標題為《誰在侮辱大三巴教堂下的教會殉道者？》的評論文章，作者對澳門政府的舉動深感遺憾，文章亦闡述了大三巴於澳門人的重要意義，又指出中國國旗和大三巴兩個標記有很大程度的差異，認為大三巴「不應該成為這個政治意識形態的背景舞台」。

### 教區回應
就大三巴牌坊舉行的光雕表演引發的爭議，過往絕少批評澳門特區政府的天主教澳門教區發布「教區主教公署秘書長辦公處通告」，表示現時大三巴牌坊雖然並非教會的財產，但它是天主教信仰在澳門的標記，具有歷史和宗教上的意義，不同國籍的教友均對它有深厚的感情和認同。通告又指出，光雕表演的內容引起不同國籍教友的不滿，是因為於歷史文物的應用應該與它原有的特質相符，建議日後由當局負責的光雕表演的內容，應當與該歷史文物的宗教背景相關，又表示樂意與相關部門溝通。
文化遺產委員會委員、澳門教區主教李斌生強調教區沒有對事件感到不滿，教區發出通告僅向政府表達教友不同的意見，又表示不希望事件被誇大及引起太多誤會，又指在事件上已與政府溝通。

### 政府回應
澳門社會文化司司長譚俊榮回應，尊重教區的聲明與建議，又認為光雕表演的內容沒有問題，他指出旅遊局希望借助表演，將中華人民共和國國慶和澳門回歸「普天同慶」的氣氛傳到中國大陸，又指「收到訊息指廣大市民及遊客十分喜歡」，但同時表示會尊重各界意見。
澳門旅遊局局長文綺華在回應事件時，指出未來會有不同類型的光雕在當地不同地方上演，若不同團體希望交流意見，旅遊局會願意溝通，並持著非常開放的態度。就記者問及譚俊榮認為國慶光雕表演的內容沒有問題，以及表演內容是否由承辦公司決定，文綺華表示該表演主題與國慶有關，故當然離不開國旗和國徽等元素。
澳門文化局副局長梁惠敏表示於未來會加強與旅遊局溝通活動工作，亦尊重社會不同意見，她又表示相信旅遊局舉辦該光雕表演已作充分考慮。

## 腳註
1. ↑  大三巴牌坊的前身聖保祿學院天主之母教堂於1835被大火摧毀[參 7]。

## 外部連結
- 【讀者來論】誰在侮辱大三巴教堂下的教會殉道者? （页面存档备份，存于）
- 國徽投到大三巴 中央尷尬澳人怒（页面存档备份，存于）